# Sonia Ebling
Sonia Ebling de Kermoal (Taquara, 1918 — 2006) foi uma escultora e professora brasileira. 

## Biografia
Iniciou seus estudos de arte na pintura e na escultura, nas Escolas de Belas Artes do Rio Grande do Sul e do Rio de Janeiro, entre 1944 e 1951. Logo em seguida, em 1955, recebeu o Prêmio de  Viagem ao Estrangeiro do Salão Nacional de Arte Moderna do Rio de Janeiro pela escultura Mulher e Pássaro, e permaneceu na Europa até 1968, estudando com mestres insignes como Ossip Zadkine, em Paris, e obtendo uma bolsa da Fundação Calouste Gulbenkian. 
Ainda na Europa expõs em eventos importantes como o Salon de la Jeune Sculpture do Museu Rodin, a Bienal de Arte Tri-Veneta de Pádua, o Salon de Réalités Nouvelles e o Salon des Petits Bronzes do Museu de Arte Moderna em Paris, representou o Brasil na Documenta de Kassel, ao mesmo tempo que realizou mostras no Brasil, incluindo participação na VII Bienal de São Paulo.
Voltando ao Brasil recebeu a encomenda para um relevo a ser instalado no Palácio dos Arcos, em Brasília, e iniciou um ciclo de exposições em várias capitais nacionais e também no exterior.
Em 1970 ministrou um curso de escultura em cimento na Escola de Belas Artes da UFRGS. Seis anos depois foi convidada para assumir a cátedra de escultura nessa mesma universidade.
Sobre sua produção, Jacob Klintowitz diz:
"Sônia Ebling é uma escultora de formas depuradas, exaustivamente elaboradas e equilibradas. As suas esculturas incorporam as conquistas iconograficas da escultórica contemporânea. O que significa que a artista bebe nas formas pré-colombianas, africanas e egípcias. Essa procura de fontes, na verdade os próprios meios que informam a escultura contemporânea, faz com que seu trabalho se aproxime, por parentesco de origem, com a elaboração de Henry Moore, Brancusi, Giacometti, Marino Marini."